# Hummel (artillerie)
 (mai 2015).
Si vous disposez d'ouvrages ou d'articles de référence ou si vous connaissez des sites web de qualité traitant du thème abordé ici, merci de compléter l'article en donnant les références utiles à sa vérifiabilité et en les liant à la section « Notes et références ».
Le Hummel (bourdon en allemand) était un canon automoteur utilisé par la Wehrmacht au cours de la Seconde Guerre mondiale, de 1943 jusqu’à la fin de la guerre. Environ 724 exemplaires ont été produits, auxquels il convient d'ajouter les quelque 150 transporteurs de munitions construits selon le même modèle, hors la pièce d'artillerie.
Sa désignation complète était « Panzerfeldhaubitze 18M auf Geschützwagen III/IV (Sf) Hummel », codifiée Sd.Kfz. 165. Le 27 février 1944, Adolf Hitler ordonna d’abandonner le nom Hummel qu’il trouvait peu approprié pour un véhicule de combat[réf. nécessaire].

## Genèse
Le Hummel fut conçu en 1942 en raison du besoin de support d’artillerie des forces blindées, qui en avaient ressenti le manque au cours de l’opération Barbarossa. Des canons automoteurs étaient déjà en service dans la Wehrmacht à cette époque, mais la plupart étaient d’une utilité limitée. Rheinmetall et Alkett sont alors sollicités pour concevoir un véhicule capable d'accueillir une pièce d'artillerie de 150 mm.
La première option examinée au cours du travail de conception avait été de monter un obusier de 105 mm, le FH 17[réf. nécessaire], sur un châssis de Panzer III. Elle fut toutefois rejetée en faveur du même obusier monté sur un châssis de Panzer IV. Un prototype fut construit selon ces plans.
Ce projet fut à nouveau rejeté en faveur, cette fois, d’une solution garantissant plus de puissance. En octobre 1942, on présenta l’obusier sFH 18 L/30 de 150 mm monté sur un véhicule spécialement conçu à cet effet, le Geschützwagen III/IV qui combinait des éléments des Panzer III (système de conduite et de direction) et du Panzer IV (suspension et moteur). Le même châssis fut également utilisé pour le chasseur de chars Nashorn.
Le Hummel intervient comme solution de transition — « Zwischenlösung » pour « solution intérimaire » selon le jargon de l'Oberkommando des Heeres — entre l'artillerie automotrice préexistante et les solutions en cours de développement, à savoir des programmes plus modernes comme la Heuschrecke 10 ou plus lourds comme la Grille, mais qui ne seront achevés que bien plus tard.

## Description
Le Hummel disposait d’un compartiment de combat légèrement blindé et dépourvu de toit situé à l’arrière du véhicule. Ce compartiment abritait à la fois l’obusier et l’équipage. Les derniers modèles de Hummel avaient un compartiment conducteur et une superstructure frontale légèrement redessinés pour offrir plus d’espace à l’opérateur radio et au conducteur.
Né de la combinaison des éléments des Panzer III (système de conduite et de direction) et du Panzer IV (suspension et moteur), il était armé d’un canon de 150 mm, le 15-cm sFH 18 L/30, pouvant tirer des projectiles de 43,5 kg à une distance de 13 325 m.

## Production
Les véhicules sont construits par la Deutsche Eisenwerke AG. À la fin de la guerre, 724 Hummel avaient été construits, auxquels il convient d'ajouter les 150 transporteurs de munitions conçus sur le même modèle.

## Versions et variantes

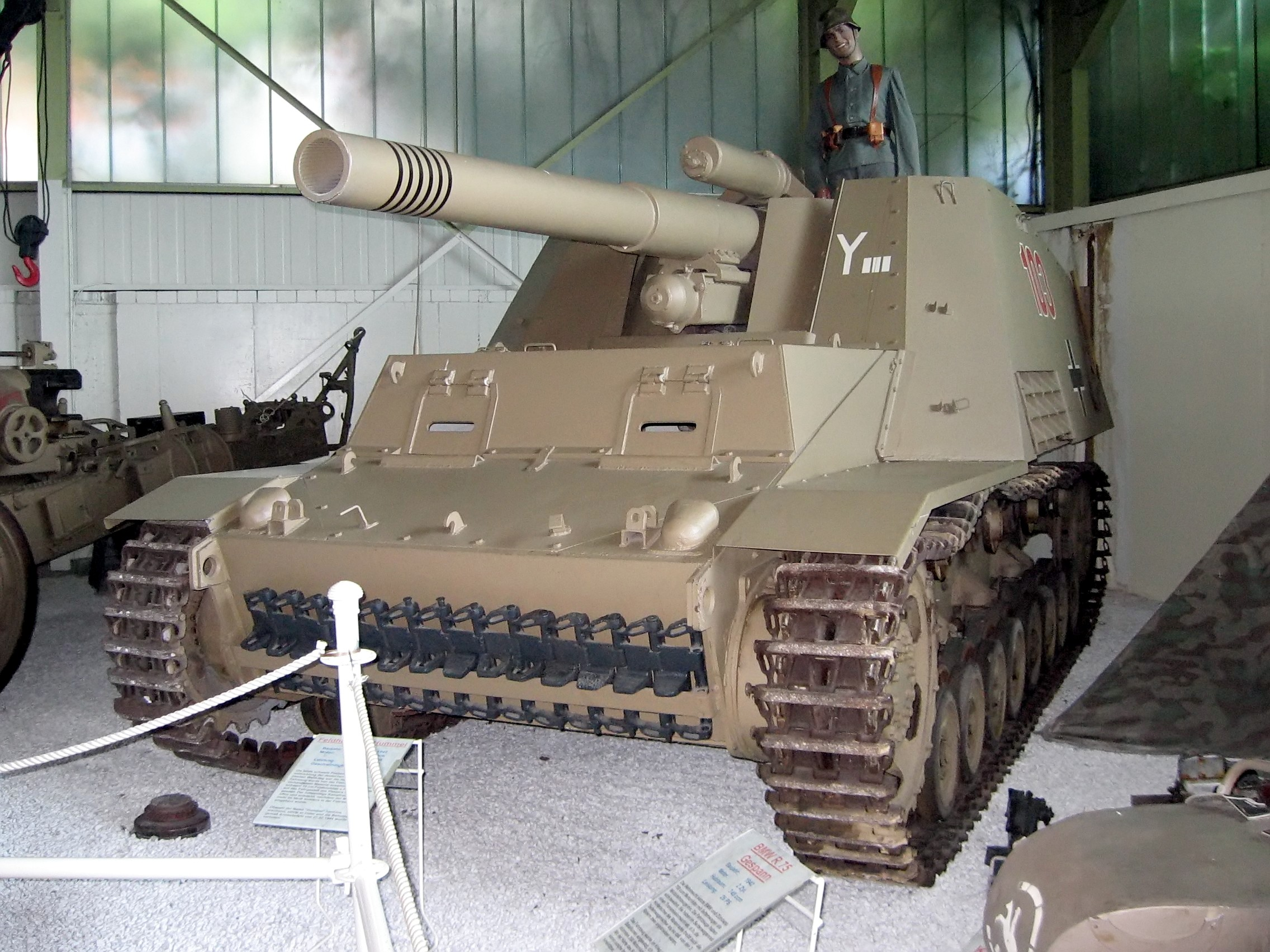
Panzerhaubitze "Hummel"

Le véhicule de base ne pouvant emporter qu’une quantité limitée de munitions, un véhicule d'accompagnement, le Munitionsträger Hummel (transporteur de munitions Hummel) fut développé en février 1943. Fondamentalement, il s’agissait d’un Hummel standard dépourvu d’obusier (une plaque de blindage de 10 mm recouvrant l’affût du canon) et comportant des logements pour stocker les trente-quatre munitions. En cas de nécessité, il était toujours possible d’y adapter l’obusier de 150 mm d’un Hummel standard ; ceci pouvait même être fait sur le terrain.
Il a également été question pendant un temps d'une variante sur laquelle seraient montées des rampes de Wurfrahmen 40, mais ce projet n'est pas développé.

## Engagements
Le Hummel commença par participer en nombre à la bataille de Koursk, où environ cent Hummel sont déployés. Il servit dans des bataillons d’artillerie blindée ou dans les Panzerartillerie Abteilungen des divisions blindées, formant des batteries d’artillerie autoportée lourdes distinctes, comprenant chacune six Hummel et un transporteur de munitions.

## Véhicules survivants
Cinq Hummel ont survécu à la guerre. Ils peuvent être observés :
- au Musée allemand des blindés de Munster, en Allemagne,
- au Musée de l'armement de la Bundeswehr de Coblence, en Allemagne,
- au Sinsheim Auto & Technik Museum en Allemagne,
- au Musée des blindés de Saumur en France,
- au General George Patton Museum of Leadership (en) de Fort Knox, Kentucky, aux États-Unis.

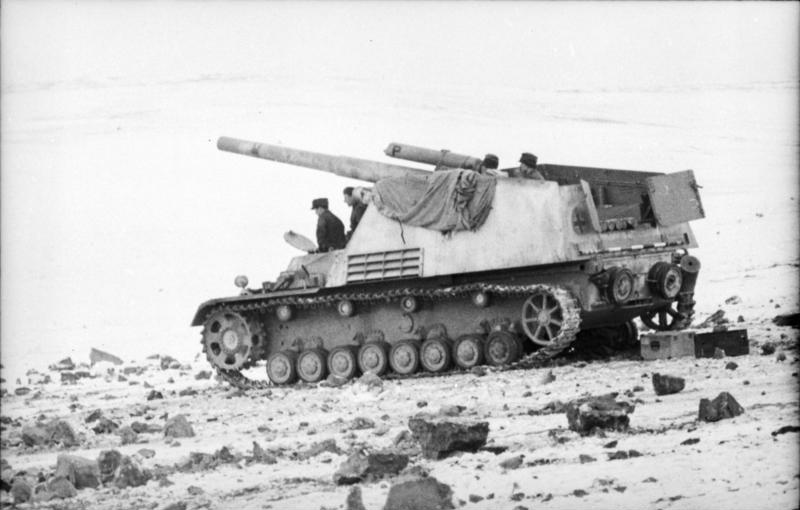
Un Hummel sur le front de l'Est en 1944
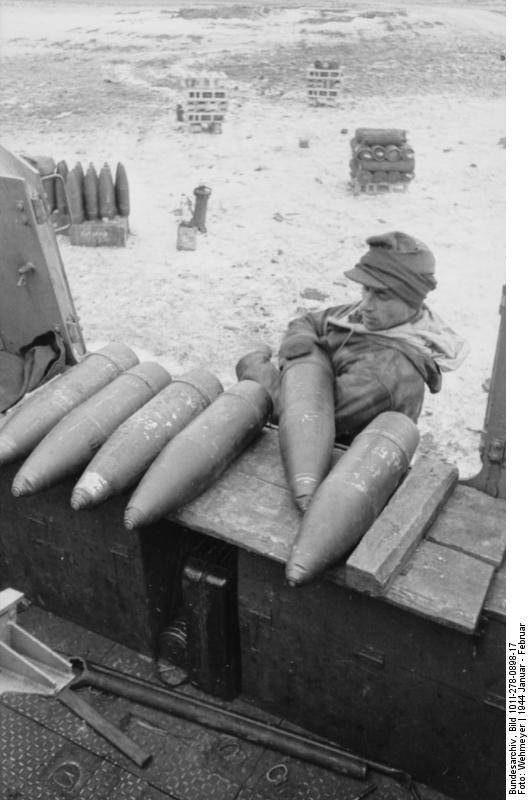
Chargement de munitions sur un Hummel (janvier 1944, sur le front russe)

### Source de traduction
- (en) Cet article est partiellement ou en totalité issu de l’article de Wikipédia en anglais intitulé « Hummel » (voir la liste des auteurs).